# Canada Masters 2006 - Qualificazioni doppio femminile
Le qualificazioni del doppio femminile del Canada Masters 2006 sono state un torneo di tennis preliminare per accedere alla fase finale della manifestazione. I vincitori dell'ultimo turno sono entrati di diritto nel tabellone principale. In caso di ritiro di uno o più giocatori aventi diritto a questi sono subentrati i lucky loser, ossia i giocatori che hanno perso nell'ultimo turno ma che avevano una classifica più alta rispetto agli altri partecipanti che avevano comunque perso nel turno finale.
Le qualificazioni del doppio del torneo Canada Masters 2006 prevedevano 4 coppie partecipanti di cui una è entrata nel tabellone principale.

## Teste di serie
1. Jelena Kostanić /  Vladimíra Uhlířová (primo turno)

1. Anna Čakvetadze /  Elena Vesnina (Qualificate)

## Tabellone

### Legenda
| - Q = Qualificato - WC = Wild card - LL = Lucky loser | - ALT = Alternate - SE = Special Exempt - PR = Protected Ranking | - w/o = Walkover - r = Ritirato - d = Squalificato |

|  | Primo turno | Primo turno                        | Primo turno                        | Primo turno                        | Primo turno |  |  | Ultimo turno | Ultimo turno                  | Ultimo turno | Ultimo turno | Ultimo turno |  |
|  |             |                                    |                                    |                                    |             |  |  |              |                               |              |              |              |  |
|  |             | S Foretz Gacon Julia Schruff       | S Foretz Gacon Julia Schruff       | S Foretz Gacon Julia Schruff       | 8           |  |  |              |                               |              |              |              |  |
|  | 1           | Jelena Kostanić Vladimíra Uhlířová | Jelena Kostanić Vladimíra Uhlířová | Jelena Kostanić Vladimíra Uhlířová | 6           |  |  |              | S Foretz Gacon Julia Schruff  | 5            | 6            | 3            |  |
|  | 2           | Anna Čakvetadze Elena Vesnina      | Anna Čakvetadze Elena Vesnina      | Anna Čakvetadze Elena Vesnina      | 8           |  |  | 2            | Anna Čakvetadze Elena Vesnina | 7            | 4            | 6            |  |
|  |             | Sharon Fichman Valérie Tétreault   | Sharon Fichman Valérie Tétreault   | Sharon Fichman Valérie Tétreault   | 1           |  |  |              |                               |              |              |              |  |